# Per Krøldrup
Per Billeskov Krøldrup (Farsø, Dinamarca, 31 de julio de 1979) es un exfutbolista danés. Jugaba de defensa y su último equipo fue el SC Olhanense.

## Biografía
Per Krøldrup, que actúa de defensa central, empezó su carrera futbolística en las categorías inferiores del Boldklubben af 1893. En 1998 pasa a formar parte de la primera plantilla del club.
En 2001 ficha por el Udinese Calcio italiano.
Tras un breve paso por el Everton FC (donde solo disputa un partido) se marcha a jugar en 2006 a su actual club, el AC Fiorentina. Con este equipo debuta en la Liga de Campeones de la UEFA el 12 de agosto de 2008 en un partido contra el Slavia de Praga (2-0).
Transferencias
- Udinese Calcio - Everton FC: 6,8 millones de euros.[2]
- Everton FC - AC Fiorentina: 4 millones de euros.[2]

## Selección nacional
Ha sido internacional con la Selección de fútbol de Dinamarca en 28 ocasiones. Su debut con la camiseta nacional se produjo el 18 de febrero de 2004 en un partido contra Turquía.
Fue convocado para la Eurocopa de Portugal de 2004, aunque no llegó a disputar ningún encuentro en ese torneo.
Integró la lista de 23 en el Mundial de Sudáfrica 2010 jugando un solo partido contra Japón

## Clubes
| Club                     | País       | Año       |
| ------------------------ | ---------- | --------- |
| Boldklubben af 1893      | Dinamarca  | 1998-2001 |
| Udinese Calcio           | Italia     | 2001-2005 |
| Everton Football Club    | Inglaterra | 2005-2006 |
| ACF Fiorentina           | Italia     | 2006-2012 |
| Pescara Calcio           | Italia     | 2012-2013 |
| Sporting Clube Olhanense | Portugal   | 2013-2014 |